# DaWanda
DaWanda war ein deutsches E-Commerce-Online-Portal, auf dem selbstgefertigte Produkte zum Kauf angeboten wurden. Dazu gehörten Kleidung, Schmuck, Accessoires, Taschen, Babyartikel, Spielzeug, Material und Möbel. Seit 2015 bot die Plattform ein DIY-Portal mit Do-it-yourself-Anleitungen und Materialien.
DaWanda.com war von 2006 bis August 2018 online und 2011 der größte Online-Marktplatz für selbstgemachte Produkte in Deutschland. Es waren über 360.000 Hersteller und 6,9 Millionen Nutzer auf dem Portal angemeldet. Zu diesem Zeitpunkt wurden ca. 5,9 Millionen Produkte gehandelt, täglich kamen circa 15.000 neue hinzu.
Seit dem Start der Plattform war DaWanda auf Deutsch, Französisch und Englisch verfügbar. Im Sommer 2012 kamen im Zuge einer Internationalisierung weitere Sprachen hinzu. Die DaWanda GmbH hatte ihren Hauptsitz in Berlin und Zweigstellen in Spanien und Polen (Stand 2017).
Vorbild sowie Hauptwettbewerber in Deutschland war Etsy, ein US-amerikanisches Unternehmen, das seit 2005 auf dem Markt ist und seit 2011 eine deutsche Version seiner Seite betreibt. Ein weiterer Konkurrent war Amazon Handmade.
Ende Juni 2018 wurde bekannt, dass DaWanda den Betrieb Ende August 2018 einstellt. DaWanda empfahl den Käufern und Verkäufern, zum US-amerikanischen Portal Etsy zu wechseln, bot ein Umsteige-Tool an und leitet seit Schließung die Website entsprechend um.

## Geschäftsmodell
Das Internetunternehmen wurde im Jahr 2006 von Claudia Helming und Michael Pütz gegründet, die als Geschäftsführer tätig waren. Die Käufer erwarben die Produkte über die Website direkt vom Hersteller. Im Gegensatz zu Portalen wie eBay durften auf DaWanda nur handgemachte, individualisierte, aufgearbeitete, restaurierte, veredelte oder nach Maß angefertigte Produkte sowie hochwertige industrielle Produkte, die mindestens 20 Jahre alt sind („Vintage-Artikel“), vertrieben werden.
DaWanda erhielt für jedes verkaufte Produkt zunächst eine Provision in Höhe von 5 Prozent des Verkaufspreises (ohne Versandkosten), ab Januar 2017 dann 9,5 Prozent. Hinzu kam eine Einstellgebühr zwischen 10 und 30 Cent, abhängig vom Preis des Produktes.

## Entwicklung
Im Jahr 2010 verzeichnete der Online-Marktplatz zwar erstmals schwarze Zahlen und erzielte 2011 laut Medienberichten einen Umsatz von bis zu 5 Millionen Euro, allerdings wies das Unternehmen laut Bilanzbericht in den Jahren 2012 (4,9 Mio.) und 2013 (3,5 Mio.) insgesamt rund 8,4 Millionen Euro Verluste auf. Laut DaWanda soll im Jahr 2014 auch ein Minus erwirtschaftet worden sein. In einer Finanzierungsrunde im November 2011 erhielt das Unternehmen vier Millionen Euro Wachstumsfinanzierung durch die Venture-Capital-Gesellschaften Vorwerk Direct Selling Ventures und Piton Capital. Weitere Gesellschafter des Unternehmens waren neben Helming und Pütz, Holtzbrinck Ventures, Team Europe Ventures, der European Founders Fund und Point Nine Capital. 2012 plante DaWanda in anderen europäischen Ländern Büros zu eröffnen.
Im Januar 2015 übernahm der US-Investor Insight Venture Partners das Ruder, der auch bei Kleiderkreisel stark investierte. Vorwerk Ventures und Holtzbrinck Ventures stiegen bei DaWanda im Rahmen dieser Übernahme aus. Insight Venture Partners hielt danach 55,7 Prozent am Unternehmen. Im April 2016 wurde DaWanda bei StartupRanking auf Platz 3 in Deutschland eingestuft.
2016 machte das Unternehmen einen Verlust von 4,2 Millionen Euro vor Steuern. Unternehmensgründer Michael Pütz verließ im gleichen Jahr die Plattform. Im Juni 2017 wurde bekannt, dass DaWanda 60 der damals 230 Mitarbeiter entlassen musste. Betroffen waren der Berliner Hauptsitz sowie die Niederlassungen in Polen und Spanien. Als Grund nannte die Geschäftsführerin Claudia Helming, „damit wir uns auf die Weiterentwicklung unseres Geschäftsmodells konzentrieren können und die Werttreiber klar im Auge haben“. Über das gesamte Jahr 2017 lag der Umsatz der Plattform bei 16,4 Millionen Euro, ein Wachstum von 21,4 %. Der operative Verlust betrug gleichzeitig immer noch fast eine Million Euro, wobei im letzten Quartal des Jahres erstmals mit Gewinn gearbeitet worden war. Im Juni 2018 meldete deutsche-startups.de, DaWanda werde abgewickelt. Einen Tag später wurde berichtet, dass angepeilt werde, die Plattform Ende August 2018 offline gehen zu lassen. Mitbewerber Etsy kündigte gleichzeitig an, das Unternehmen selbst nicht übernehmen zu wollen, wohl aber deren Verkäufer.
DaWanda empfahl den Käufern und Verkäufern, zum US-amerikanischen Portal Etsy zu wechseln, und bot ein Tool an, mit dem Nutzer (laut Angaben von DaWanda bis zum 30. August 2018) sämtliche Produkte und Bewertungen mit wenigen Klicks nach Etsy exportieren konnten. Ebenfalls bestand die Möglichkeit des Exports dieser Daten nach Fairmondo, einer Plattform-Kooperative. Die Website von DaWanda leitet nun auf Etsy um.